# Catherine Néris
Catherine Néris, née le 9 juin 1962 à Paris, est une personnalité politique française. Membre du PS depuis 1977, cette éducatrice spécialisée a rejoint la Martinique en 1996.
Élue membre du Conseil national du PS aux congrès de Dijon et du Mans.
Candidate en seconde position sur la liste du PS aux élections européennes de 2004, elle devient députée européenne en 2007 à la suite de la démission de Jean-Claude Fruteau pour cause de cumul de mandats, ce dernier ayant été élu député de La Réunion. Elle est membre de la commission du marché intérieur. Elle occupera ce poste de 2007 à 2009. Catherine Néris est la première femme députée européenne de l'histoire politique de la Martinique.

## Mandats
- 9e adjointe au maire de Gros-Morne en Martinique de 2008 à 2014.
- députée européenne de 2007 à 2009